# Direna Alonso
Direna Alonso Curbelo (Arguineguín, Gran Canaria, 1984) es una científica española investigadora en cáncer, especializada en cáncer de páncreas y melanoma. Su investigación más reciente permitió descubrir un programa epigenético temprano por el cual el oncogén KRAS colabora con la inflamación tisular (pancreatitis) para iniciar el desarrollo del cáncer de páncreas.

## Trayectoria
Alonso nació en Gran Canaria en 1984. Estudió en la Universidad Complutense de Madrid (UCM) donde se licenció en Farmacia en 2007. Posteriormente se doctoró en Biología Molecular en la Universidad Autónoma de Madrid (UAM) con mención cum laude, tras desarrollar su trabajo de investigación en melanoma en el laboratorio de Marisol Soengas, en el Centro Nacional de Investigaciones Oncológicas (CNIO). Tras defender su tesis en 2013 se trasladó al Instituto Memorial Sloan Kettering Cancer Center de Nueva York para desarrollar su investigación posdoctoral en el laboratorio de Scott W. Lowe.
Su tesis titulada Funciones específicas del tráfico endolisosomal en la progresión y respuesta a terapia del melanoma en el Centro Nacional de Investigaciones Oncológicas (CNIO) contribuyó a identificar vulnerabilidades específicas en melanoma, y al desarrollo preclínico de un nuevo fármaco que se está evaluando en ensayos clínicos para el tratamiento de pacientes con tumores sólidos. Durante su estancia posdoctoral en Nueva York, Alonso se dedicó a investigar mecanismos de iniciación y progresión del cáncer de páncreas, un tipo de tumor con una elevada mortalidad cuyo diagnóstico suele realizarse en fases avanzadas cuando la respuesta a los tratamientos es muy baja. En su trabajo más reciente publicado en la revista Nature, ha descubierto cómo el gen mutado KRAS, que está presente en el 95 % de los pacientes que sufren esta enfermedad, altera los programas epigenéticos asociados a reparación tisular para iniciar el cáncer de páncreas. Los hallazgos de este estudio abren nuevas vías para identificar biomarcadores que permitan una detección precoz, así como dianas terapéuticas para un tratamiento más temprano de los pacientes.

## Reconocimientos
Entre otros premios, Alonso recibió el Premio Extraordinario Complutense en Ciencias de la Salud otorgado por la Universidad Complutense de Madrid en 2007. Al año siguiente, en 2008, el Ministerio de Educación, Política Social y Deporte le concedió el Premio Extraordinario de Fin de Carrera.
En 2013, consiguió el Premio Extraordinario de Doctorado en Biología Molecular por la Universidad Autónoma de Madrid. Para continuar sus estudios en el extranjero, Alonso consiguió en 2014 la beca de posgrado que otorga la Fundación Ramón Areces.
En marzo de 2021, participó junto a la artista Nira Santana y la periodista y deportista Cristina Spínola en la campaña 'Cosas de Mujeres' del Ayuntamiento de Las Palmas de Gran Canaria, con el objetivo de visibilizar a mujeres grancanarias que cuentan con trayectorias relevantes en sus diferentes disciplinas.